# Liste der Ehrendoktoren der Technischen Universität München
Die Liste der Ehrendoktoren der Technischen Universität München führt Personen auf, die von der Technischen Universität München (TUM) die Doktorwürde ehrenhalber verliehen bekommen haben. Die Liste ist nach Fakultäten gegliedert und jeweils namentlich sortiert.

## Architektur
- Shigeru Ban (2009)
- Rudolf Belling (1971)
- Alfred Bluntschli (1919)
- Gottfried Böhm (1985)
- James Corner (2018)
- Gordon Cullen (1973)
- Klaus Daniels (2006)
- Fred Forbát (1960)
- Jan Gezelius (1997)
- Karl Gruber (1965)
- Max Guther (1982)
- Hardt-Waltherr Hämer (1986)
- Karl Henrici (1922)
- Jacques Herzog (2018)
- Adolf von Hildebrand (1906)
- Karl Knappe (1969)
- Ferdinand Kramer (1981)
- Sigurd Lewerentz (1967)
- Angelo Mangiarotti (1998)
- Karl Meitinger (1964)
- Max Mengeringhausen (1983)
- Pierre de Meuron (2018)
- Riccardo Morandi (1979)
- Pier Luigi Nervi (1960)
- Werner Oechslin (2011)
- Friedrich Ohmann (1918)
- Frei Otto (2005)
- Steen Eiler Rasmussen (1958)
- Franz von Reber (1906)
- Alfred Roth (1977)
- Heinz Schmeißner (1970)
- Margarete Schütte-Lihotzky (1992)
- Emanuel von Seidl (1918)
- Gabriel von Seidl (1905)
- Peter C. von Seidlein (1999)
- Luigi Snozzi (2013)
- Franz von Stuck (1928)
- Marina Tabassum (2020)
- Henry van de Velde (1957)
- Wilhelm Ferdinand Wichtendahl (1963)
- Hans Maria Wingler (1980)

## Bau Geo Umwelt (ehem. Bauingenieur- und Vermessungswesen)
- Wilhelm Abb (1980)
- Karlheinz Bauer (1993)
- Gerhard Beutler (2006)
- Wolfgang Graf Czernin
- Fritz Fastenrath
- Dietmar Grünreich
- Hans Georg Huber (2007)
- Curt Kollbrunner
- Jean Jaques Levallois
- Gerhard Markgraf (1996)
- Helmut Moritz
- Emil Mosonyi
- Heinz Noris
- Ekkehard Ramm (2004)
- Richard H. Rapp
- Hermann Riegel
- Christian Roth
- Burkhart Rümelin (1979)
- Herbert Schambeck
- Joachim Scheer (1994)
- Peter Schleypen

## Chemie
- Jean-Marie Basset (2008)
- Wolfgang Beck (2001)
- Konrad Bloch (1967)
- Henri Brunner (2004)
- Avelino Corma (2008)
- Richard Ernst (1989)
- Gerhard Ertl (2008)
- Enrique Iglesia (2018)
- Joshua Jortner (1996)
- Otto Kandler (1985)
- Susumu Kitagawa (2018)
- Raphael Levine (1996)
- Tobin Marks (2016)[1]
- Teruaki Mukaiyama (1976)
- Ryoji Noyori (1996)
- Jens Nørskov (2018)
- Ferdi Schüth (2016)[2]
- Karl Barry Sharpless (2001)
- Ewald Wicke (1975)

## Elektrotechnik und Informationstechnik
- Paul W. Baier
- Leopold B. Felsen (2004)
- Rudolf Hell (1973)
- Wolfgang J.R. Hoefer (2007)
- Wolfgang Kaiser
- Dieter Kind
- Heinrich Mandel (1974)
- James L. Massey
- James W. Mayer
- Heinrich von Pierer (1997)
- Hermann Scholl
- Hans Wilhelm Schüßler (1995)
- Spyros Tzafestas
- Hans-Georg Unger (1985)
- Bruno Oscar Weinschel

## Ernährung, Landnutzung und Umwelt
- Konrad Auwärter
- Karl Heinz Büchel
- Marcus Karel (2003)
- Helmut Maucher (1998)
- Friedrich Meuser
- Ludwig Narziß
- Sven Nilsson-Björk
- Dieter Hans Soltmann

## Informatik
- Garrett Birkhoff (1986)
- Orna Grumberg (2017)
- Alston S. Householder (1965)
- Hans Langmaack (1998)
- John von Neumann (1953)
- Josef Stoer (1997)
- Maurice V. Wilkes (1978)

## Management
- Carliss Baldwin
- Jonathan F. Bard
- Roland Berger
- Adolf G. Coenenberg
- Thomas Ganswindt
- Hermann Haken
- Hans-Ulrich Küpper
- Josh Lerner
- Romano Prodi
- Dean A. Shepherd

## Mathematik (seit 1950)
- Garrett Birkhoff (1986)
- Alston Scott Householder (1965)
- Hanfried Lenz (1991)
- John von Neumann (1953)
- Josef Stoer (1997)
- Maurice V. Wilkes (1978)
- Walter Wunderlich (1991)

## Maschinenwesen
- Wolfgang Bürgel (1993)
- Hans Dinger (1987)
- Bernhard Fischer (2009)
- Ernst Gaßner (1979)
- Helmuth Glaser (1981)
- Burkhard Göschel (2004)[3]
- Hans-C. Koch (1986)
- Herbert Kraibühler (2015)
- Volker Kronseder (2003)[4]
- Eberhard von Kuenheim (1988)
- Hans Jürgen Matthies (1991)
- Ali Hassan Nayfeh (1999)
- Reimund Neugebauer (2012)
- Gerhard Pahl (1990)
- Bernd Pischetsrieder (1997)[5]
- Rudolf Quack (1990)[6]
- Norbert Reithofer (2011)[7]
- Rudolf Rupprecht (1995)
- Erwin Sick (1980)
- Dieter Spath (2007)[8]
- Frank E. Talke (2005)[9]
- Raymond Viskanta (1994)
- Manfred Wittenstein (2008)[10]

## Medizin
- Martin Allgöwer
- Harald von Boehmer (2002)
- Norbert Brock (1978)
- Fritz Buchthal
- Karl Max Einhäupl (2015)[11]
- Gert Lothar Haberland (1974)
- Erwin Hochmair (2004)
- Ingeborg J. Hochmair-Desoyer (2004)
- Ludwig Huber (1992)
- Michael Karin
- Ichizo Kawahara
- Eduard Kellenberger (1987)
- Hanns Gotthard Lasch (1986)
- Paul Matis
- Erwin Neher
- Hanna Parnas (1992)
- Itzchak Parnas (1997)
- Mogens Schou
- Hans Joachim Sewering
- David B. Skinner
- Jürg Tschopp
- Herbert Weiner
- Walter Zieglgänsberger

## Physik
- Hans Albrecht Bethe
- Manfred Eigen
- Hans Frauenfelder
- Hermann Haken
- Juri Kagan
- Wolfgang Kaiser
- Klaus von Klitzing
- Alfred Laubereau
- Dietrich Menzel
- Rudolf Ludwig Mößbauer
- Karl Alexander Müller
- John Robert Schrieffer

## Wirtschaftswissenschaften
- Roland Berger
- Adolf G. Coenenberg
- Thomas Ganswindt
- Rudolf Gröger
- Hermann Haken
- Hans-Ulrich Küpper
- Josh Lerner
- Tian Lipu
- Eberhard Witte